# Kurt Nowak
Kurt Nowak (* 28. Oktober 1942 in Leipzig; † 31. Dezember 2001 ebenda) war ein deutscher evangelischer Theologe und Kirchenhistoriker.

## Leben und Wirken

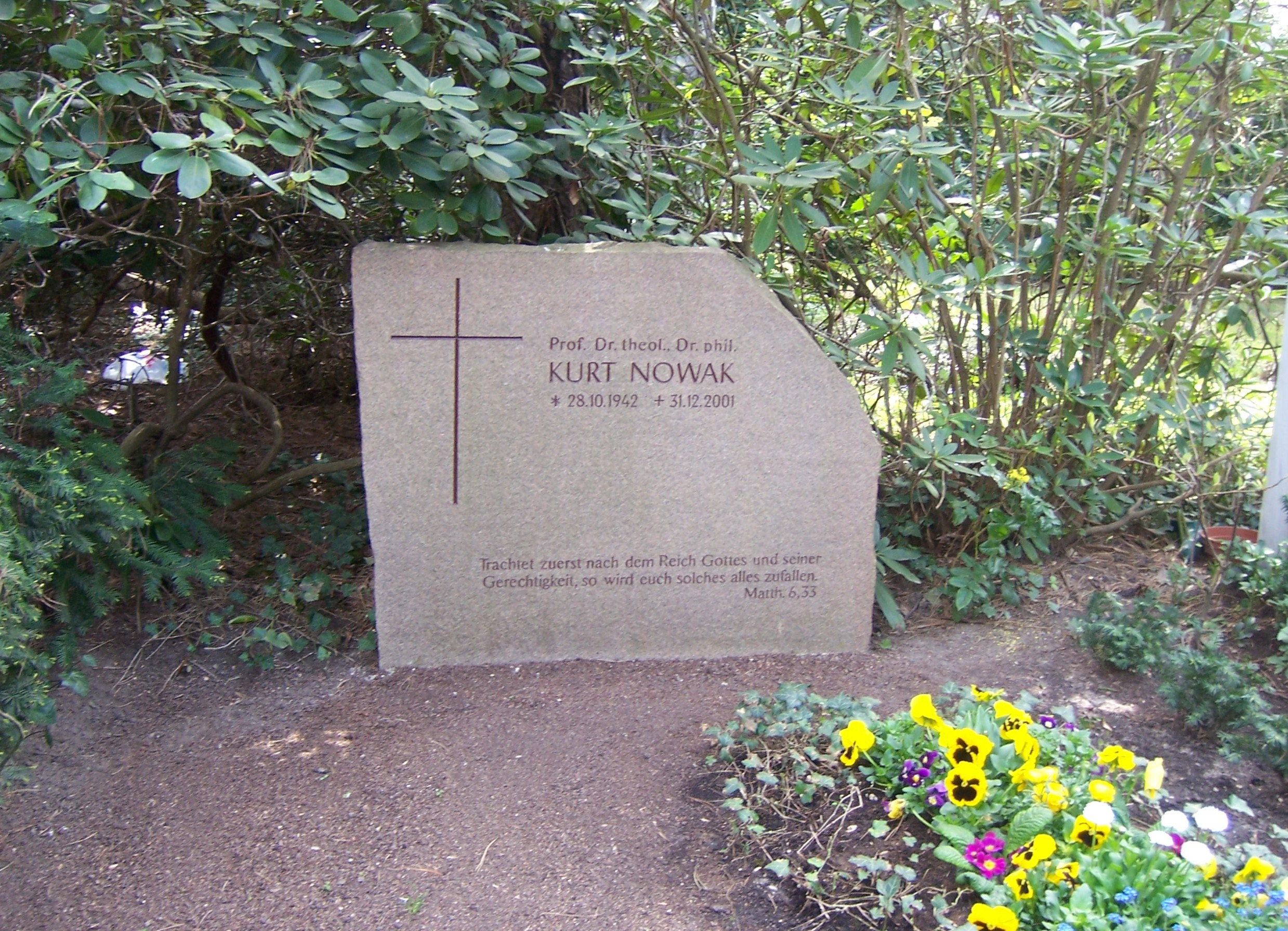
Grabstätte Kurt Nowaks auf dem Leipziger Südfriedhof.

Kurt Nowak arbeitete nach dem Abitur (1961) an den Städtischen Theatern Leipzig. Von 1964 bis 1969 studierte er Theologie an den Universitäten Leipzig und Jena und promovierte 1971 zum Dr. theol. mit einer Arbeit zu „Euthanasie“ und Sterilisierung im „Dritten Reich“. Seit 1971 arbeitete er als wissenschaftlicher Oberassistent an der Karl-Marx-Universität Leipzig. 1978 erfolgte die Habilitation. 1984 erfolgte eine zweite Promotion für Geschichte zum Dr. phil. Ab 1987 lehrte er als Professor für Neuere und Neueste Kirchengeschichte an der Theologischen Fakultät der Universität Leipzig.
Seit Mitte der 1970er Jahre engagierte sich Kurt Nowak für die Errichtung einer publizistischen Plattform für Themen der kirchlichen Zeitgeschichte als gesamtdeutsch zu realisierendes Projekt, mit dem die engeren Grenzen der traditionellen Kirchengeschichtsschreibung überschritten werden sollten. Die „historische Ortsbestimmung des Christentums“ sollte einer größeren Öffentlichkeit zugänglich gemacht werden. Dieses war nur im Zusammenhang mit der allgemeinen Geschichte, also mit politischen, sozialen, kulturellen und religiösen Fragestellungen möglich. Somit war Nowak einer der Vorreiter bei der Grenzüberschreitung von der Theologie zur Geschichte, was zum Markenzeichen Nowaks und des Leipziger Instituts für Kirchengeschichte werden sollte. Ergebnis dieser Arbeiten ist die seit 1988 erscheinende und bis zu seinem Tod von Nowak mitherausgegebene Reihe „Konfession und Gesellschaft“. Außerdem trug es erheblich zur Etablierung der kirchlichen Zeitgeschichte als Disziplin mit eigenem Anspruch und Gewicht in der DDR bei.
Besonders geschätzt wurde Nowak wegen seines enzyklopädischen Wissens, seines Ideenreichtums, seiner Kreativität und seiner ausgeprägten Interdisziplinarität. Schon vor der Wende, in der DDR-Zeit musste er jedoch auch bei aller klugen Taktik gelegentlich Konzessionen machen, um andererseits sein Fach selbstbewusst gegen enge Grenzziehungen und Einengungen verteidigen zu können. Sein Wirken strahlte über Leipzig und die DDR hinaus, und auch nach der Wende war Nowak ein angesehener Vertreter seines Faches.
Am 8. Februar 1991 wurde Nowak zum ordentlichen Mitglied der Philologisch-historischen Klasse der Sächsischen Akademie der Wissenschaften (Leipzig) gewählt. An der Universität Leipzig war Nowak neben seiner Lehrtätigkeit auch als Universitätsprediger tätig und war neben seiner wissenschaftlichen Tätigkeit auch Verfasser einiger belletristischer Werke.
Zu seinen Schülern gehört Thomas A. Seidel.

## Schriften (Auswahl)
- „Euthanasie“ und Sterilisierung im „Dritten Reich“. Die Konfrontation der evangelischen und katholischen Kirche mit dem Gesetz zur Verhütung erbkranken Nachwuchses und die „Euthanasie“-Aktion (Dissertation) (= Arbeiten zur Kirchengeschichte und Religionswissenschaft, Bd. 6). Niemeyer, Halle (Saale) 1977/Böhlau, Weimar ²1984 (in der BRD jeweils Parallelausgaben bei Vandenhoeck & Ruprecht aller drei Auflagen).
- Hermann Reinmuth. Opfer für die Opfer (= Christ in der Welt, Heft 45). Union Verlag, Berlin 1978.
- Evangelische Kirche und Weimarer Republik. Zum politischen Weg des deutschen Protestantismus zwischen 1918 und 1932 (= Arbeiten zur Kirchengeschichte, Bd. 7). Böhlau, Weimar/Vandenhoeck & Ruprecht, Göttingen 1982, 2. Aufl. 1988.
- Jenseits des mehrheitlichen Schweigens. Texte vom Juni bis Dezember des Jahres 1989 (= Pro vocation, Bd. 2). Union Verlag, Berlin 1990, ISBN 3-372-00382-9.
- Schleiermacher und die Frühromantik. Eine literaturgeschichtliche Studie zum romantischen Religionsverständnis und Menschenbild am Ende des 18. Jahrhunderts in Deutschland (= Arbeiten zur Kirchengeschichte, Bd. 9). Böhlau, Weimar/Vandenhoeck & Ruprecht, Göttingen 1986.
- Kulturprotestantismus und Judentum in der Weimarer Republik (= Kleine Schriften zur Aufklärung, Bd. 4). Wallstein, Göttingen 1991, ISBN 3-89244-031-X.
- Widerstand, Zustimmung, Hinnahme. Das Verhalten der Bevölkerung zur „Euthanasie“. In: Norbert Frei (Hrsg.): Medizin und Gesundheitspolitik in der NS-Zeit (= Schriften der Vierteljahrshefte für Zeitgeschichte. Sondernummer). R. Oldenbourg Verlag, München 1991, ISBN 3-486-64534-X, S. 217–233, S. 235–251.
- Der umstrittene Bürger von Genf. Zur Wirkungsgeschichte Rousseaus im deutschen Protestantismus des 18. Jahrhunderts (= Sitzungsberichte der Sächsischen Akademie der Wissenschaften zu Leipzig, philologisch-historische Klasse, Bd. 132/4.). Akademie-Verlag, Leipzig 1993, ISBN 3-05-002405-4.
- Geschichte des Christentums in Deutschland. Religion, Politik und Gesellschaft vom Ende der Aufklärung bis zur Mitte des 20. Jahrhunderts. C.H. Beck, München 1995, ISBN 3-406-38991-0.
- Das Christentum. Geschichte – Glaube – Ethik (= C.H. Beck Wissen). C.H. Beck, München 1997, ISBN 3-406-41870-8, 7. Aufl. 2018, ISBN 978-3-406-72834-1.
- Judenpolitik in Preußen. Eine Verfügung Friedrich Wilhelms III. aus dem Jahr 1821 (= Sitzungsberichte der Sächsischen Akademie der Wissenschaften zu Leipzig, philologisch-historische Klasse, Bd. 136/3.). Akademie-Verlag, Leipzig 1998, ISBN 3-7776-0926-9.
- Vernünftiges Christentum? über die Erforschung der Aufklärung in der evangelischen Theologie Deutschlands seit 1945 (= Theologische Literaturzeitung, Forum, Bd. 2). Leipzig 1999, ISBN 3-374-01745-2.
- Schleiermacher. Leben, Werk und Wirkung. Vandenhoeck und Ruprecht, Göttingen 2001, ISBN 3-525-55448-6 (Digitalisat).